# Versatzstück
Ein Versatzstück ist ein beweglicher und daher beliebig zu versetzender Bestandteil eines Bühnenbildes. Der Begriff wird meist im übertragenen Sinn verwendet, beispielsweise für inhaltliche Bestandteile künstlerischer und anderer Werke, die in einem neuen Werk verarbeitet werden.